# Mauricio Bezerra de Menezes
Mauricio Bezerra de Menezes, Maurição é um treinador brasileiro de Futebol 7. Foi eleito o melhor treinador do mundo pela Worldwide Football 7, em 2015. Atualmente, treina a equipe da Unicapixaba Futebol 7, do Espirito Santo (Brasil), treinador da seleção Brasileira de Futrbol 7 e Coordenador-Geral do curso de treinadores da Confederação Brasileira de Futebol 7. Acumula no currículo a conquista inédita de dois títulos de campeão mundial de Futebol 7 num mesmo ano: pela equipe do Rio Branco Atlético Clube (ES) e pela Seleção Brasileira, em 2014. E reúne ainda muitos outros títulos importantes, como o de campeão brasileiro pelo Clube de Regatas Vasco da Gama, em 2011.. Foi Eleito o Melhor treinador do mundo em 2015 pela Worldwide Football 7

## Carreira

### Como Jogador
Ex-atleta de futsal, atuando como fixo, iniciou sua carreira aos 6 anos de idade, sob a influência de seu pai Claudio Bezerra de Menezes e de seu padrinho Carlos Bezerra de Menezes, na escolinha do Social Clube Marabu, no bairro de Piedade, no Rio de Janeiro. Faz questão de ressaltar que tanto o pai como o padrinho participam até hoje de um grupo de futebol de amigos, o Abertura Futebol Clube, fundado em 1979. Mauricio cresceu e se desenvolveu na atmosfera do futsal, chegando à Federação Carioca de Futsal, em 1990, como atleta do Grajaú Tênis Clube, um dos clubes mais tradicionais do futsal do Rio de Janeiro, onde permaneceu até 1991. Em 1992, voltou ao Social Clube Marabu e jogou dois anos na categoria pré-mirim. Em 1994 e 1995, já no mirim, defendeu a Associação Atlética Vila Isabel. Em 1996, jogou no Sport Club Mackenzie. Em 1997, no C.S.S. Exército. Em 1998, defendeu o Piedade Tênis Clube. Os quatro anos seguintes, de 1999 a 2002, selaram a sua carreira no futsal como atleta de alto rendimento do Clube de Regatas Flamengo, integrando um elenco que reuniu uma das gerações mais vitoriosas da história do clube, inclusive da inédita conquista do título de Campeão Estadual em 1999. Suas atuações sempre seguras, que já revelavam o perfil de um líder, no ano seguinte o levaram à Seleção Brasileira de futsal. É quando sai de cena o Maurício e entra o Maurição. Como na Seleção Brasileira já havia outro atleta chamado Mauricio, ele resolveu adotar o Maurição, que também foi uma forma de homenagear os tios Amaury e Vanderlei Borges, que assim o chamavam carinhosamente. Mudou o nome mas não não a sina das conquistas. Mais até: foi campeão, artilheiro e eleito o melhor jogador da Copa América de Futsal naquele ano. Ainda em 2000, foi considerado pela FIFUSA o terceiro jogador mais valioso do mundo. Em 2003, foi contratado pela A.A. Tijuca e, ainda no mesmo ano, vestiu a camisa do S.C Mackenzie. Em maio de 2004, uma grave lesão, com fratura de tíbia e fíbula da perna direita e rompimento do tendão de Aquiles, frustrou a sua transferência para um gigante do futsal europeu com tudo já acertado. Seu retorno às quadras de futsal foi demorado, resvalando numa série de dificuldades. Em 2005, deu a volta por cima indo jogar no Clube de Regatas Vasco da Gama, com o aval e a total confiança do diretor de futsal Marco Bruno, a quem considera um dos maiores dirigentes de futsal do mundo e por quem tem até hoje um grande respeito, além de grande amizade. No Vasco da Gama, só fez confirmar o que todos esperavam de seu rendimento. Jogou até 2007, apenas com uma interrupção no segundo semestre de 2006, quando disputou pela Liga de Teresópolis. Os sacrifícios que fazia para continuar jogando no mais alto nível de rendimento minaram a sua resistência. E, aos 24 anos de idade, decidiu encerrar a promissora carreira precocemente. Até com direito a jogo de despedida, defendendo a equipe do bairro e do coração, o Piedade Tênis Clube, numa partida amistosa contra a Seleção do Japão, no Ginário Miécimo da Silva, na Barra da Tijuca, Rio de Janeiro.
Ex-companheiros, ex-treinadores e fãs que acompanharam a trajetória de Maurição lembram de se tratar de um jogador diferenciado. Era, acima de tudo, um jogador extremamente exigente consigo mesmo. Destacava-se, sobretudo, pelo chute forte e certeiro e os passes milimétricos de um ótimo “garçon”. Mas havia uma outra característica que o diferenciava: a leitura de jogo, com um raro senso de colocação e participação. Sem falar na garra incomum e o espírito de liderança e companheirismo, que o fizeram capitão em quase todas as equipes em que atuou, e que foram certamente o “green card” da sua vitoriosa carreira de treinador.
"Como atleta, eu sabia muito bem que era um nota 7. Então, consciente das minhas limitações, procurei me aprimorar ao máximo na parte tática, além de me entregar de corpo e alma nos treinos e nos jogos. Foi isto que me permitiu muitas vezes superar atletas reconhecidamente mais técnicos. Jamais deixei de seguir fielmente os ensinamentos de meus treinadores. E foi principalmente por isto que sempre tive a confiança deles." (Maurição)

### Como Treinador
Precocemente, aos 17 anos, em 2000, ainda jogando no Flamengo, iniciou a carreira de treinador de futsal no clube do seu bairro, o Piedade Tênis Clube, como responsável pela categoria infanto, formada por meninos que tinham quase a sua mesma idade. O gosto pelo trabalho de orientar e comandar foi tão intenso que ele viu logo onde iria dar. Tanto que, dois anos depois, já iniciava a faculdade de Educação Física na Universidade Castelo Branco, no Rio de Janeiro - mais tarde, mudou-se para a faculdade Celso Lisboa. De 2000 a 2006, sem prejuízo para a carreira de jogador, fez todo o seu “estágio” de treinador no Piedade Tênis Clube, onde colocou em prática o aprendizado que teve com grandes treinadores e aprimorou suas ideias próprias. Em 2007, foi fisgado pelo Futebol 7, uma nova modalidade que começava a aparecer em vários estados do Brasil. Sua primeira experiência foi no A.L Brito Fut7 Esporte Clube, um dos clubes mais expressivos do Rio de Janeiro nessa modalidade, onde permaneceu de 2007 até 2010. Maurição conquistou mais de 30 títulos nesse período, tornando-se o treinador com o maior número de conquistas na história do clube. Ainda em 2010, Maurição e toda gestão do A.L Brito, assumiram o Futebol 7 do Clube de Regatas Vasco da Gama até 2012. Mais títulos na carreira, o mais importante o de campeão Brasileiro, em 2011, ano em que foi convidado para fazer também um trabalho “extraordinário” na Seleção Carioca do Tribunal de Contas do Estado do Rio de Janeiro, onde comandou o futebol 7 e o futsal masculino nas categorias master e livre, e ainda o futsal feminino. O trabalho resultou em recordes incríveis e na conquista pela primeira vez da medalha de ouro nas Olimpíadas do Mercosul de 2011 e muitas outras medalhas, mas teve que sair do projeto no final de 2013. Foi ainda em 2013 que Maurição topou com um dos grandes desafios de sua carreira. Mudou-se de estado com a família para comandar a equipe do Rio Branco Atlético Clube,  no Espírito Santo. A adaptação não foi tão difícil pela acolhida que teve – Maurição lembra que foi o primeiro treinador de futebol 7 a trocar de estado – e os resultados não demoraram a aparecer. Logo no ano seguinte, conquistou o inédito título de campeão mundial de Futebol7, maior conquista já realizada pelo esporte coletivo do Estado. O título mundial com o Rio Branco A.C. foi o passaporte para Mauriçao assumir a Seleção Brasileira de Futebol7 para a disputa do Mundial de Seleções, em Curitiba, Brasil. Com uma campanha irrepreensível, com de 100% de aproveitamento, o Brasil sagrou-se campeão mundial, título que lhe trouxe o reconhecimento definitivo do seu trabalho, tendo sido eleito pela Worldwide Football 7, em 2015, simplesmente o melhor treinador do mundo de futebol7.
Em 2016, assumiu dois projetos paralelos. Um, no Vila Velha Futsal, com um célebre trabalho ao assumir faltando apenas 10 dias para início do campeonato estadual categoria adulto, promovido pela Federação Espírito-Santense de Futebol de Salão, e conseguindo levar a equipe à final da competição. Outro, o projeto inovador da Unilog Futebol 7, seu grande desafio no momento. As impressões digitais de Maurição já podem ser vistas nos números alcançados (de janeiro a setembro de 2016), inclusive com as melhores marcas da carreira. A Unilog tem 80% de aproveitamento, com apenas uma derrota no tempo normal. Maurição vibra com o momento mais feliz de sua carreira como treinador, e não esquece de dar  crédito aos diretores da Unilog Futebol 7, Paulo Henrique e Carlos Vinicius.
Feliz com os resultados e o reconhecimento de seu trabalho, Maurição planeja deixar o maior legado possível no futebol7 até o fim de 2018. E não esconde que se prepara para, em 2019, iniciar carreira no futebol de campo, mais provavelmente no exterior. Não sem antes realizar um outro sonho: deixar também como legado um livro sobre o futebol7, para esta e as futuras gerações.
"Entendo, como treinador, que tenho sempre que olhar no olho do atleta, mostrar o que espero dele e que nele confio totalmente. Mostrar que todo o combinado e treinado deverá ser aplicado em prol da equipe, do conjunto. Tudo isto, sem tirar um mísero de criatividade do atleta na parte final, que é no campo de jogo.” (Maurição) 

## Unilog Futebol 7 - Da Segunda Divisão até a referência nacional
Após o encerramento do ano de 2015, Maurição foi cobiçado por grandes equipes do futebol 7 brasileiro. Porém, as tratativas não foram suficientes para suplantar a sua paixão pelo Espírito Santo e sua admiração pelos gestores da Unilog, Paulo Henrique e Carlos Vinícius. Tanto que já decidiu permanecer no projeto, e tinha o objetivo de, até 2018, tornar a Unilog a maior equipe de futebol 7 do País. O caminho, acredita Maurição, é seguir o fluxo do planejamento baseado no respeito e na organização, sem desviar o foco.
Dito e feito, após três anos do trabalho a Unilog hoje é uma das maiores realidade no futebol 7 mundial, a equipe em 2017 obteve a conquista de todos os títulos que disputou, e até Agosto de 2018, a equipe possui 8 títulos conquistados em 8 disputados, além de 800 dias desde a última derrota no tempo normal. Um dos maiores feitos na história do esporte.

## 2017 - O Ano Mágico
Pessoalmente a aposta feita pela Unilog teve sua colheita rápida, em 2017 foram 6 títulos conquistados em 6 títulos disputados, o treinador foi eleito o melhor treinador do Brasil e retornando a comandar a maior seleção do mundo, Maurição chegou novamente a Seleção Brasileira, o campeão mundial em 2014, almeja novas conquistas e cada vez mais solidificar sua história no futebol 7 mundial.

## Estatísticas
| Ano       | Equipe                         | Jogos | V   | E  | D  | %     |
| --------- | ------------------------------ | ----- | --- | -- | -- | ----- |
| 2007-2010 | A.L Brito Fut7 Esporte Clube   | 190   | 127 | 35 | 28 | 73%   |
| 2011-2012 | Clube de Regatas Vasco da Gama | 63    | 44  | 10 | 9  | 75,1% |
| 2013-2015 | Rio Branco Atlético Clube      | 84    | 57  | 15 | 12 | 73,8% |
| 2016      | Unilog Futebol 7               | 34    | 24  | 9  | 1  | 79%   |
| 2017      | Unilog Futebol 7               | 38    | 28  | 10 | 0  | 82,5% |
| 2018      | Unilog Futebol 7               | 8     | 6   | 2  | 0  | 83%   |

## Estilo
Maurição costuma dizer que, no Brasil, as pessoas gostam de rotular os nossos treinadores, ou é "Boleiro" ou é "Professor Pardal". Vindo de uma “escola” de novos treinadores oriundos das quadras e dos campos, trazendo na bagagem não só a paixão pelo futebol e as intempéries vividas na prática como também os estudos, o lado teórico e científico do futebol, tão imprescindíveis nos tempos de hoje, Maurição tornou-se uma referência também para os que querem aprender e se formar na modalidade Futebol7. Maurição é o coordenador-geral do curso de treinadores da Confederação Brasileira de Futebol 7, aplicando todo seu cabedal de conhecimento nas aulas teóricas sobre amplos aspectos de técnicas e táticas na modalidade.
Reconhecido por seu estilo inovador, Maurição foi o primeiro treinador de fut7 a implementar a troca de sextetos em momentos marcados nas partidas, ou seja, a troca de todos os atletas de linha em determinado momento da evolução do jogo. Uma de suas características mais marcantes é a de conseguir  manter todos atletas do grupo em que trabalha motivados e em processo de evolução. Isto se pode constatar nas mídias, pelos elogios e palavras de carinho e admiração de diversos atletas que trabalharam com ele em clubes diversos.
"Perante as mais de 200 bilhões de Galáxias que existem no universo, entre uma delas a Via Láctea composta por mais de 100 bilhões de estrelas, entre elas o Sol, e na qual o terceiro planeta ao seu redor é a Terra, que possui mais de 3 milhões de espécies catalogadas, a minha espécie possui 7 bilhões de pessoas. Vejo que não podemos nos ensoberbecer pois é um fator predominante para a queda de um profissional. Tento manter o foco nas atualizações e inovações, para sempre estar em um processo evolutivo." (Maurição)

## Principais títulos como Atleta
1990 - Campeão Taça Guanabara  - Grajáu Tênis Clube
1997 - Campeão Copa Rio  - C.S.S Exército
1999 - Campeão Carioca - C.R Flamengo
1999 - Campeão Rio-Minas - C.R Flamengo
2000 - Bi Campeão Carioca - C.R Flamengo
2000 - Campeão Copa América - Seleção Brasileira
2001 - Tri Campeão Carioca - C.R Flamengo
2001 - Terceiro Lugar Liga Nacional de Futsal - C.R Flamengo
2002 - Campeão Estadual Universitário - Universidade Castelo Branco
2004 - Campeão Estadual Universitário - Faculdade Celso Lisboa

## Principais Títulos como Treinador
2008 - Campeão Desafio de Ouro - A.L Brito Futebol 7 Esporte Clube
2009 - Campeão Supercopa - A.L Brito Futebol 7 Esporte Clube
2009 - Campeão 2º Divisão - A.L Brito Futebol 7 Esporte Clube
2009 - Vice Campeão Estadual - A.L Brito Futebol 7 Esporte Clube
2011 - Campeão Brasileiro - C.R Vasco da Gama/A.L Brito
2011 - Campeão Copa Sudeste - C.R Vasco da Gama
2011 - Medalha de Ouro - Olimpíadas do TC Mercosul - Seleção Carioca TCE
2013 - Campeão Copa Independência - Rio Branco Atlético Clube
2013 - Campeão Série B Capixaba - Rio Branco Atlético Clube
2014 - Campeão Mundial de Clubes - Rio Branco Atlético Clube
2014 - Campeão Mundial - Seleção Brasileira
2015 - Vice Campeão Brasileiro - Rio Branco Atlético Clube
2015 - Campeão Libertadores da América - Etapa Rio de Janeiro
2017 - Campeão Estadual Futsal Adulto - Vila Velha Futsal
2017 - Campeão Metropolitano de Futsal Sub17 - Vila Velha Futsal
2017 - Campeão Estadual de Futsal Sub17 - Vila Velha Futsal
2017 - Campeão Copa Metropolitana Futebol 7 - Unilog Futebol 7
2017 - Campeão Copa Espírito Santo Futebol 7 - Unilog Futebol 7
2017 - Campeão Copa Norte Futebol 7 - Unilog Futebol 7
2017 - Campeão Copa do Brasil Futebol 7 - Unilog Futebol 7
2017 - Campeão Brasileiro Futebol 7 - Unilog Futebol 7
2017 - Campeão Estadual Futebol 7 - Unilog Futebol 7
2018 - Campeão Metropolitano Futebol 7 - Unilog Futebol 7
2018 - Campeão Copa Espírito Santo Futebol 7 - Unilog Futebol 7

## Equipe de Trabalho
Por onde passa Maurição gosta de deixar bem claro que todos os resultados e conquistas são realizações de suas comissões técnicas. Criterioso na escolha de elenco, ele é muito mais ainda criterioso na escolha dos seus parceiros de comissão. Também é comum profissionais que trabalham com ele – numa forma de elogio - dizer que em alguns momentos chega a ser insano trabalhar com ele, devido a carga de tarefas e pesquisas que precisam realizar em curtos espaços de tempo. Há unanimidade, porém, em atestar o nível de excelência em que ele trabalha, e que “apenas” exige o mesmo de seus pares. Em contrapartida, jamais deixa de menciona-los, a começar pelo seu primeiro braço direito no início da carreira, o supervisor e gestor Isaias Brito, que depois se tornou padrinho de seu filho mais novo, e ainda Paulo Barros, Anderson Ribeiro, Alemão, Perninha, Romário, Joãozinho, Gabriel Pinho e, atualmente, Cristiano Madureira, Rodrigo Oliveira, Rodrigo Leal e Rodrigo Aguiar, que fazem parte de sua comissão técnica.
"Tenho absoluta certeza de que o treinador ganha muito tempo para desenvolver o seu trabalho quando ele dispõe de uma comissão técnica que tenha confiança plena e altíssimo nível de competência. Não entro na área deles, porque confio integralmente em seus trabalhos. Acho que esta é uma das principais razões para o sucesso das equipes que trabalho." (Maurição) 